# M.I.A.
M.I.A., właśc. Mathangi „Maya” Arulpragasam (tamil. மாதங்கி 'மாயா' அருள்பிரகாசம்; ur. 18 lipca 1975 w Hounslow) – brytyjska wokalistka, autorka piosenek, kompozytorka, producentka, projektantka ubrań i autorka rewolucyjnych tekstów pochodzenia tamilskiego.
Jej muzyka często prezentuje mieszankę wielu elementów różnych gatunków, m.in. hip-hopu, ragga, dancehallu i electro. Muzyka M.I.A. jest również określana jako połączenie dancehallu z nowoczesnym hip-hopem i R’n’B, klubowymi brzmieniami spod znaku Fidget House czy dźwiękami z rejonów zarezerwowanych dla world music.

## Życiorys
Urodziła się w Hounslow, dzielnicy Londynu, 18 lipca 1975 roku, a pochodzi ze Sri Lanki. Kiedy miała sześć miesięcy, jej rodzina przeprowadziła się z powrotem na Sri Lankę. Jej ojciec był tamilskim bojownikiem podczas wojny domowej na wyspie, dlatego dla rodziny nie było bezpiecznie przebywać dalej na wyspie. Przeprowadzili się do Madrasu, później z powrotem do Dżafny, którą byli zmuszeni opuścić pod koniec lat 80. Kiedy miała 11 lat, wrócili do Londynu. 
Studiowała sztukę, film i video w Central Saint Martins w Londynie. W 2004 zadebiutowała jako piosenkarka singlem „Galang”. W 2005 wydała debiutancki album pt. Arular, za który była nominowana do Mercury Prize. W 2007 wydała album pt. Kala, który nagrywała m.in. z Timbalandem. W lipcu 2010 wydała album pt. Maya. W 2011 wystąpiła na gdyńskim Open’er Festivalu. W marcu 2012 ukazał się album Madonny pt. MDNA, na którym pojawiły się m.in. piosenki „Give Me All Your Luvin'” i „B-Day Song” z gościnnym udziałem artystki. Pierwsza z nich, w której rapowała także Nicki Minaj, została wydana na singlu, a wszystkie trzy wykonawczynie nagrały do niej teledysk i zaśpiewały ją podczas halftime show Super Bowl XLVI. Występ obejrzało na NBC 114 mln osób, podczas gdy cały Super Bowl średnio 111,3 mln, co stanowiło wówczas najwyższy wynik w historii amerykańskiej telewizji. W trakcie koncertu pokazała do kamery środkowy palec, co było w Stanach medialnym skandalem. Jedna z jej piosenek – „Paper Planes” – została użyta w soundtracku gry Far Cry 3 firmy Ubisoft, oraz jako jedna z przewodnich piosenek filmu Slumdog. Milioner z ulicy.
W listopadzie 2013 wydała album pt. Matangi. Przewijają się przezeń wątki zaczerpnięte z hinduizmu, takie jak reinkarnacja czy karma. Inspiracją dla płyty było odkrycie, że hinduska bogini muzyki i wszelkich form ekspresji nosi to samo imię, co artystka, czyli Matangi. Zrezygnowała z posługiwania się tym imieniem po ponownym przyjeździe do Londynu, ponieważ Brytyjczycy mieli trudność z wymową. 10 kwietnia 2016 ukazał się teledysk do utworu „Rewear It”, który nagrała na potrzeby kampanii sieci sklepów H&M z okazji Światowego Tygodnia Recyklingu przypadającego w dniach 18–24 kwietnia. Celem akcji było pozostawiane niechcianych ubrań w sklepach sieci H&M, które zostaną następnie ponownie użyte lub przetworzone na włókna. 9 września 2016 wydała album pt. AIM.  29 czerwca 2017 wystąpiła po raz drugi na Open’er Festival. 4 sierpnia 2018 artystka wystąpiła na katowickim OFF Festivalu.
W 2021 została odznaczona Orderem Imperium Brytyjskiego V klasy (MBE).

## Życie prywatne
11 lutego 2009 w Los Angeles urodziła syna. Ojcem dziecka jest były narzeczony piosenkarki Benjamin Bronfman, z którym rozstała się w lutym 2012.

## Dyskografia
- Arular (2005)
- Kala (2007)
- Maya (2010)
- Matangi (2013)
- AIM (2016)
- Mata(inne języki) (2022)[10]

## Trasy koncertowe
- Arular Tour (2005)
- Kala Tour (2007)
- People vs. Money Tour (2008)
- Maya Tour (2010)
- Matangi Tour (2013–2014)
- AIM Tour (2017–2018)